# Meester van de Calvarie van Fize-le-Marsal
De Meester van de Calvarie van Fize-le-Marsal is de noodnaam van een kunstenaar die actief was in de 16e eeuw. Hij is genoemd naar de plaats Fize-le-Marsal in de provincie Luik. Zijn stijl is laat-gotisch.
Van hem zijn onder meer volgende werken bekend:
- een piëta in de Kapel van Onze-Lieve-Heer van de Kouden Steen en Onze-Lieve-Vrouw van Zeven Weeën in Borgloon[1]
- Sint-Rochus in de Sint-Michielskerk te Bree[2]
- een beeldengroep Piëta in de Sint-Quirinuskerk te Rukkelingen-Loon[3]
- beeldengroep Calvarie, H. Maagd Maria, Apostel Johannes aan de Onze-Lieve-Vrouw-Tenhemelopnemingskerk (Kermt)[4]

## Galerij

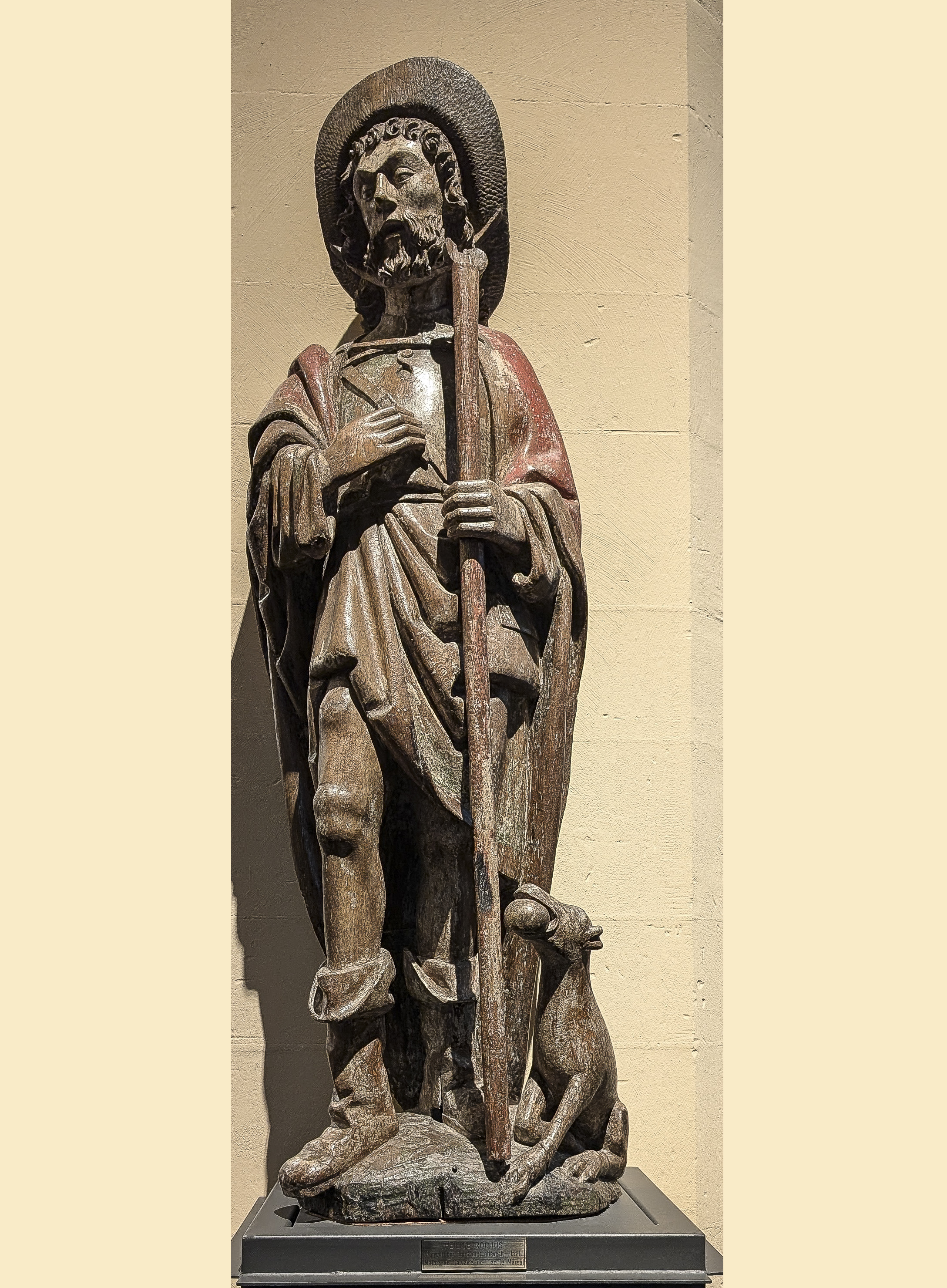
Sint-Rochus